# Edathala
Edathala es una ciudad censal situada en el distrito de Ernakulam en el estado de Kerala (India). Su población es de 77811 habitantes (2011). Se encuentra a 22 km de Cochín y a 59 km de Thrissur.

## Demografía
Según el censo de 2011 la población de Edathala era de 77811 habitantes, de los cuales 15157 eran hombres y 15437 eran mujeres. Edathala tiene una tasa media de alfabetización del 93,35%, inferior a la media estatal del 94%: la alfabetización masculina es del 95,65%, y la alfabetización femenina del 96,71%.